# Domnall Ua Conchobair
Domnall  Ua Conchobair (mort en 1118) est roi de Connacht de 1102 à  1106.

## Biographie
Domnall mac Ruaidrí est le second des fils de Ruaidri na Saide Buide Ua Conchobair à monter sur le trône. Grâce à l'aide de  Muirchertach Ua Briain, qui est le beau-frère de son père Ruaidrí, Il dépose Domnall mac Tigernáin Ua Ruairc ce dernier est tué la même année par ses sujets , il est le dernier des Ui Briuin Bréifne (Ua Ruairc de Bréifne)  à devenir roi de Connacht.
En 1106 Ua Briain, dépose Domnall et le remplace par son frère cadet Toirdelbach Ua Conchobair, qui est son propre neveu. Le sort de Domnall mort en 1118 est ensuite inconnuKings of Connacht to 1224 ,. Toirdelbach doit à cette époque avoir fait disparaître les descendants de ses oncles ou frères des documents généalogiques, laissant les droits à la succession aux seuls descendants des Ua Conchobair.

## Sources
- West or H-Iar Connaught Ruaidhrí Ó Flaithbheartaigh, 1684 (published 1846, ed. James Hardiman).
- Origin of the Surname O'Flaherty, Anthony Matthews, Dublin, 1968, p. 40.
- Annales d'Ulster sur CELT: Corpus of Electronic Texts at University College Cork
- (en) Francis John Byrne, Irish Kings and High-Kings, Londres, Batsford, 1973 (ISBN 0-7134-5882-8).
- (en) T.W Moody, F.X. Martin et F.J. Byrne, A New History of Ireland IX Maps, Genealogies, Lists. A companion to Irish History part II, Oxford, Oxford University Press, 2011, 690 p. (ISBN 978-0-19-959306-4).